# Abidarma
Abidarma (sânscrito: 𑀅𑀪𑀺𑀥𑀭𑁆𑀫, Abhidharma) ou Abidama (cingalês: අභිධම්ම, Abhidhamma) são textos budistas antigos (século III a.C. e posteriores) que contêm apresentações escolásticas detalhadas de material doutrinário que aparecem nos sutras budistas. Refere-se também ao próprio método escolástico, bem como ao campo de conhecimento que se diz que este método estuda.
Bhikkhu Bodhi chama-o de "uma sistematização abstrata e altamente técnica da doutrina [budista]", que é "simultaneamente uma filosofia, uma psicologia e uma ética, todas integradas na estrutura de um programa de libertação". De acordo com Peter Harvey, o método abidarma procura "evitar as inexatidões da linguagem coloquial convencional, como às vezes é encontrada nos Suttas, e declarar tudo em linguagem psicofilosoficamente exata". Nesse sentido, é uma tentativa de expressar melhor a visão budista da "realidade última" (paramartha-satya).
Existem diferentes tipos de literatura abidarma. Os primeiros trabalhos canônicos do Abidarma (como o Abidarma Pitaca) não são tratados filosóficos, mas principalmente resumos e exposições de listas doutrinárias antigas com suas explicações acompanhantes. Esses textos se desenvolveram a partir de listas ou matrizes (mātṛkās) budistas de ensinamentos-chave.
As obras pós-canônicas posteriores do Abidarma foram escritas como grandes tratados (śāstra), como comentários (aṭṭhakathā) ou como manuais introdutórios menores. São trabalhos filosóficos mais desenvolvidos que incluem muitas inovações e doutrinas não encontradas no Abidarma canônico.
Abidarma continua sendo um importante campo de estudos entre os budistas do Teravada e Maaiana.

## Definição
O indólogo belga Etienne Lamotte descreveu o Abidarma como "Doutrina pura e simples, sem a intervenção do desenvolvimento literário ou a apresentação de indivíduos". Em comparação com os sutras coloquiais, os textos do Abidarma são muito mais técnicos, analíticos e sistemáticos em conteúdo e estilo. Os abidarmicas teravádins e sarvastivadins geralmente consideravam o Abidarma a descrição pura e literal (nippariyaya) da verdade suprema (paramattha sacca) e uma expressão da sabedoria espiritual perfeita, enquanto os sutras eram considerados ensinamentos 'convencionais' (sammuti) e figurativos (pariyaya), dados pelo Buda a pessoas específicas, em momentos específicos, dependendo de circunstâncias mundanas específicas. Eles sustentavam que o Abidarma foi ensinado pelo Buda a seus discípulos mais eminentes, e que, portanto, isso justificava a inclusão dos textos do Abidarma em seu cânone escriturístico.
De acordo com Collett Cox, Abidama começou como uma elaboração sistemática dos ensinamentos dos suttas, mas depois desenvolveu doutrinas independentes. O proeminente estudioso ocidental do Abidarma Erich Frauwallner disse que esses sistemas budistas estão "entre as principais realizações do período clássico da filosofia indiana".
Duas interpretações do termo "Abhi-dharma" são comuns. De acordo com Analayo, o significado inicial dele nos primeiros textos (como o Mahāgosiṅga-sutta e seus paralelos) era simplesmente uma discussão sobre o Darma, ou falar sobre o Darma. Nesse sentido, abhi tem o significado de "sobre" ou "acerca de" e também pode estar no termo paralelo abhivinaya (que significa apenas discussões sobre o vinaia). A outra interpretação, onde abhi é interpretado como significando "mais alto" ou "superior" e, portanto, Abidarma significa "ensino mais alto", parece ter sido um desenvolvimento posterior.
Alguns no Ocidente consideraram o Abidama como o núcleo do que é referido como "Budismo e psicologia". Outros escritores sobre o tema, como Nyanaponika Thera e Dan Lusthaus, descrevem Abhidhamma como uma fenomenologia budista enquanto Noa Ronkin e Kenneth Inada o equiparam à filosofia do processo. Bhikkhu Bodhi escreve que o sistema do Abidarma Pitaca é "simultaneamente uma filosofia, uma psicologia e uma ética, todas integradas na estrutura de um programa de libertação". De acordo com L. S. Cousins, os suttas tratam de sequências e processos, enquanto o Abidama descreve ocasiões e eventos.

## Origem e história

### Estudos acadêmicos modernos
Os estudiosos modernos geralmente acreditam que os textos canônicos do Abidarma surgiram após a época do Buda, por volta do século III a.C.. Portanto, as obras canônicas do Abidarma são geralmente reivindicadas pelos estudiosos como não representando as palavras do próprio Buda, mas as de budistas posteriores. Peter Skilling descreve a literatura abidármica como "o produto final de vários séculos de esforço intelectual".:29
Os vários relatos do Vinaia da compilação do cânone budista após a morte do Buda oferecem várias narrativas às vezes conflitantes sobre o status canônico do Abidarma. Embora o Mahāsāṅghika Vinaya não fale de um Abidarma além do Sutra Pitaca e do Vinaia Pitaca, os Mahīśāsaka, Theravāda, Dharmaguptaka e Sarvastivada Vinayas fornecem relatos diferentes que mencionam que havia algum tipo de Abidarma a ser aprendido além dos sutras e vinaias. De acordo com Analayo, "o Mūlasarvāstivāda Vinaya não menciona explicitamente o Abidarma, embora relate que nesta ocasião Mahākāśyapa recitou a(s) mātṛkā(s)." Analayo pensa que isso reflete um estágio inicial, quando o que mais tarde se tornou Abidarma era chamado de mātṛkās. O termo aparece em alguns sutras, como o Mahāgopālaka-sutta (e seu paralelo) que diz que um monge instruído é aquele que conhece o Darma, Vinaia e as mātṛkās.

#### O núcleo antigo (asmātṛkās)

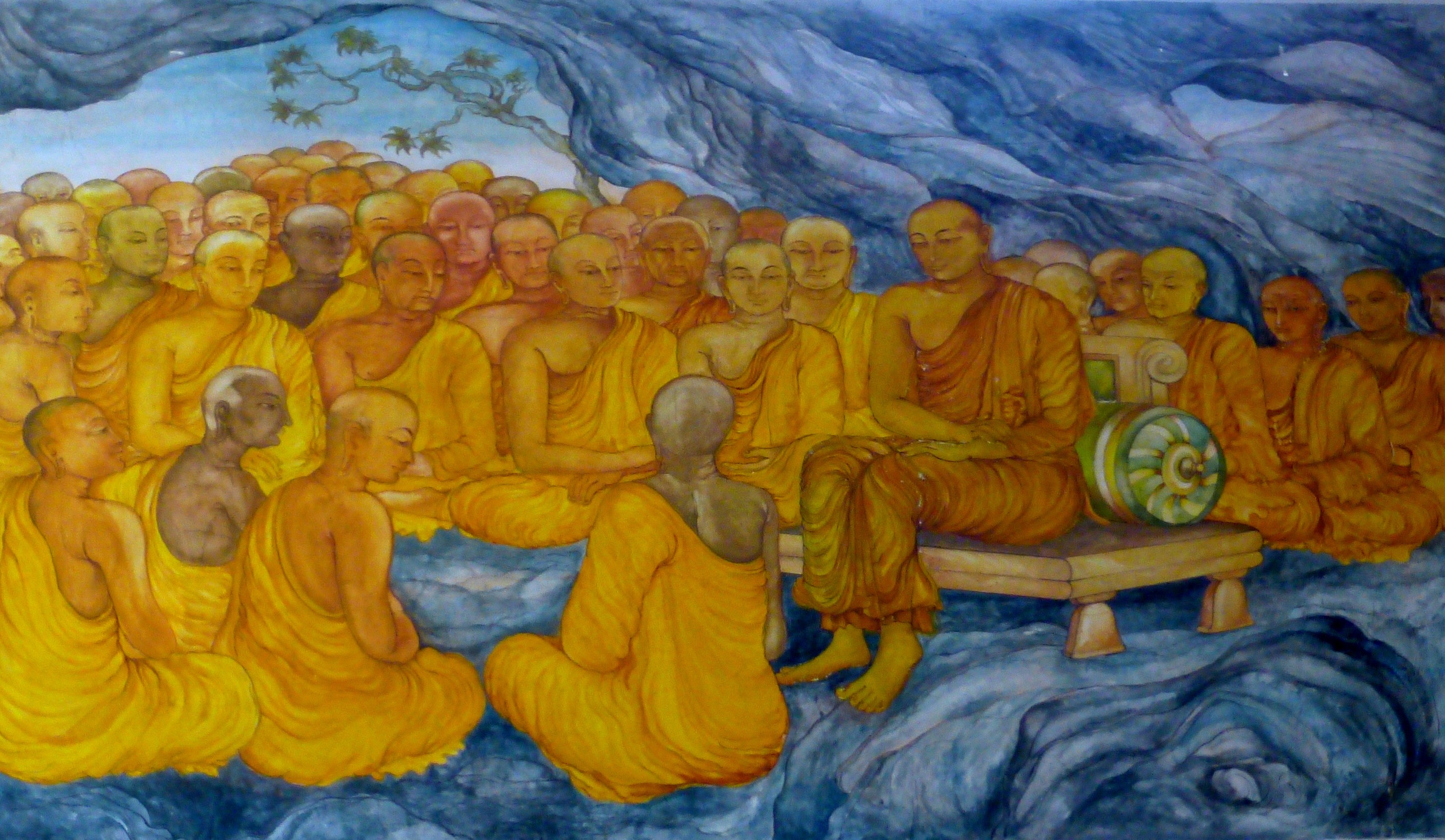
Representação do Primeiro Conselho em Rajgir, uma pintura no Nava Jetavana, Shravasti.

Vários estudiosos como André Migot, Edward J. Thomas, Erich Frauwallner, Rupert Gethin e Johannes Bronkhorst argumentaram que o Abidarma foi baseado em listas antigas e iniciais de termos doutrinários que são chamadas de mātikās (sânscrito: mātṛkā). Migot aponta para a menção de um "Mātṛkā Pitaka" no Cullavagga como o precursor do Abhidharma canônico. Migot argumenta que este Mātṛkā Pitaka, dito ter sido recitado por Mahakasyapa no Primeiro Concílio de acordo com o Ashokavadana, provavelmente começou como uma versão condensada da doutrina budista que foi expandida ao longo do tempo. Thomas e Frauwallner argumentam que, embora os trabalhos do Abidarma das diferentes escolas tenham sido compilados separadamente e tenham grandes diferenças, eles são baseados em um "núcleo antigo" de material comum. Rupert Gethin também escreve que as mātikās são de uma data anterior aos próprios livros do Abidama. De acordo com Frauwallner:
"A tradição budista mais antiga não tem Abhidharmapitaka, mas apenas mātṛkā. O que isso significa é que além do pequeno número de declarações doutrinárias fundamentais, os sermões do Buda também contêm uma quantidade de conceitos doutrinários. A forma mais adequada para coletar e preservar esses conceitos teria sido listas abrangentes. Listas desse tipo eram chamadas de mātṛkā, e foi a partir dessas listas que o Abidarma desenvolveu-se mais tarde."
O uso extensivo de mātṛkā pode ser encontrado em alguns textos budistas iniciais, incluindo o Saṅgīti Sutta e o Dasuttara Sutta do Dīgha Nikāya (assim como o Saṅgīti Sūtra e o Daśottara Sūtra do Dīrgha Āgama). Listas semelhantes de termos doutrinários organizados numericamente podem ser encontradas em AN 10.27 e AN 10.28. Tse fu Kuan também argumenta que certos sutras do Aṅguttara Nikāya (AN 3.25, AN 4.87-90, AN 9.42-51) descrevem um método de estilo abidama.
Outro sutra que contém uma lista semelhante que funciona como um resumo doutrinário é o Madhyama-āgama "Discurso sobre a Explicação das Esferas" (MĀ 86) que inclui uma lista de trinta e um tópicos a serem ensinados aos monásticos recém-ordenados. O último sutra do Madhyama-āgama, MĀ 222, contém uma lista resumida doutrinária semelhante, que combina três listas em uma: uma lista de oito atividades, uma lista de dez qualidades e práticas mentais e os doze elos de originação dependente. Esses dois não têm paralelo algum em páli.
De acordo com Bhikhu Analayo, outra importante lista doutrinária que aparece nos primeiros textos são as "trinta e sete qualidades que conduzem ao despertar" (bodhipākṣikā dharmāḥ). Esta mātṛkā aparece em vários sutras, como o Pāsādika-sutta, o Sāmagāma-sutta (e seus paralelos) e no Mahāparinirvāṇa-sūtra, onde se diz ter sido ensinada pelo Buda pouco antes de sua passagem.
Analayo observa que essas várias listas serviram a um propósito útil no budismo primitivo, uma vez que serviam como auxiliares para a memorização e ensino da doutrina. O uso de listas também pode ser visto na literatura jainista. O fato de essas listas serem vistas pelos primeiros budistas como uma forma de preservar e memorizar a doutrina pode ser visto no Saṅgīti Sūtra e seus vários paralelos, que mencionam como a comunidade jainista se dividiu em questões de doutrina após a morte de seu líder. O sutta descreve Śāriputra recitando uma lista de termos doutrinários e afirmando que a comunidade permanecerá "unida, unânime e em uníssono não disputaremos" em relação ao ensinamento, e também afirma que recitarão juntos a doutrina. A estreita conexão entre o Saṅgīti Sūtra e o Abidarma pode ser vista no fato de que ele se tornou a base para um dos textos canônicos do Abidarma da escola Sarvastivada, o Saṅgītiparyāya, que é efetivamente um comentário sobre o sutra.
Frauwallner observa que conceitos fundamentais básicos como os 12 āyatanāni, os 18 dhatāvah e os 5 skandhāh ocorrem frequentemente como um grupo nos primeiros textos budistas. Ele também aponta que outra lista destas que ocorre em vários textos "compreende vários grupos de elementos de importância para o enredamento no ciclo da existência" e foi modelada no Oghavagga do Samyuttanikaya. Essas listas foram concebidas como uma forma básica de explicar a doutrina budista e provavelmente foram acompanhadas por explicações orais, que continuaram a se desenvolver e expandir e mais tarde foram escritas.
Outro método antigo relacionado é chamado de "mātṛkā de atributo" e refere-se a listas de termos divididos por uma díade ou tríade de atributos. Por exemplo, os termos podem ser agrupados nas coisas que são rūpa (forma, física) ou arūpa (sem forma), saṃskṛtam (construído) ou asaṃskṛtam, e a tríade de kuśalam (saudável), akuśalam (não saudável) ou avyākṛtam (indeterminado). Uma forma primitiva deste método pode ser encontrada no Dasuttara Sutta.

#### Desenvolvimento
As explicações dos vários elementos nessas listas também tratavam de como esses elementos estavam conectados (samprayogah) entre si. Com o tempo, surgiu a necessidade de uma maneira abrangente de classificar todos esses termos e elementos doutrinários, e a primeira estrutura foi subsumir ou incluir (samgraha) todos os termos principais no esquema dos 12 āyatanāni, 18 dhatāvah e 5 skandhāh.
Com o tempo, o método escolástico inicial de listar e categorizar os termos foi ampliado para fornecer uma sistematização completa e abrangente da doutrina. De acordo com Analayo, o início do Abhidarma propriamente dito foi inspirado pelo desejo de "ser o mais abrangente possível, para complementar as diretrizes dadas nos primeiros discursos para o progresso no caminho com uma visão completa de todos os aspectos do caminho na tentativa de fornecer um mapa completo de tudo de alguma forma relacionado ao caminho."
Como explica Frauwallner, devido a esse impulso escolástico, as listas cresceram em tamanho, diferentes mātṛkās foram combinadas entre si para produzir novas, e novos conceitos e esquemas foram introduzidos, como a diferenciação de cittas e caitasikās e novas formas de conectar ou relacionar os vários elementos entre si.

Segundo Analayo, essas várias listas também não foram apresentadas sozinhas, mas incluíam algum tipo de comentário e explicação que também fazia parte da tradição oral. Às vezes, esse comentário incluía citações de outros sutras, e traços disso podem ser encontrados nos textos canônicos do Abidarma. Com o passar do tempo, esses comentários e suas listas de acompanhamento tornaram-se inseparáveis uns dos outros, e os comentários ganharam status canônico. Assim, segundo Analayo:
"assim como a combinação do prātimokṣa com seu comentário foi fundamental para o desenvolvimento do Vinaya, também a combinação de mātṛkās com um comentário foi fundamental para o desenvolvimento do Abhidharma. Assim, o uso de uma mātṛkā junto com sua exegese é uma característica comum ao Abhidharma e ao Vinaya, cujas exposições muitas vezes assumem a forma de um comentário em uma lista resumida."
Portanto, os diferentes textos budistas do Abidarma foram desenvolvidos ao longo do tempo, à medida que os budistas expandiram seus métodos analíticos de diferentes maneiras. Como isso aconteceu em diferentes comunidades localizadas em lugares diferentes, eles se desenvolveram em direções doutrinárias separadas. Essa divergência talvez tenha sido reforçada pelos vários cismas na comunidade budista e também pela distância geográfica. De acordo com Frauwallner, o período de desenvolvimento das obras canônicas do Abidarma é entre 250 a 50 a.C. No momento em que os diferentes cânones começaram a ser escritos, os textos abidármicos das diferentes escolas eram substancialmente diferentes, como pode ser visto em quão diferentes são os textos canônicos teravadas e sarvastivadins. Essas diferenças são muito mais pronunciadas do que entre as outras coleções canônicas (Sutras, Ágamas e Vinaia). Como tal, as coletâneas abirdamas das várias escolas são muito mais exclusivas para cada seita. As várias tradições abidâmicas cresceram para ter divergências filosóficas muito fundamentais entre si (como sobre o status da pessoa ou o eternalismo temporal). Assim, de acordo com Frauwallner, os diferentes cânones do Abidarma continham coleções de doutrinas que às vezes não tinham relação entre si e às vezes eram contraditórias.
Essas várias teorias abidâmicas foram (juntamente com diferenças no Vinaia) algumas das várias causas para as divisões na Sanga monástica, que resultaram na fragmentada paisagem budista primitiva das primeiras escolas budistas. No entanto, essas diferenças não significavam a existência de seitas totalmente independentes, como observado por Rupert Gethin, "pelo menos algumas das escolas mencionadas pela tradição budista posterior provavelmente foram escolas informais de pensamento à maneira de 'cartesianos', 'empiristas britânicos', ou 'kantianos' para a história da filosofia moderna." No século VII, relata-se que o peregrino chinês Xuanzang poderia coletar textos de Abidarma de sete tradições diferentes.
Esses vários trabalhos do Abidarma não foram aceitos por todas as escolas budistas indianas como canônicos, por exemplo, a escola Mahasanghika parece não tê-los aceito como parte do cânone. Outra escola incluía a maioria dos Khuddaka Nikaya dentro do Abidarma Pitaca.
Após o fechamento dos vários cânones budistas, os textos do Abidarma continuaram a ser compostos, mas agora eram comentários sobre os textos canônicos (como o Aṭṭhakathās páli e o Mahāvibhāṣa), ou tratados independentes ('śāstra') por direito próprio. Nesses textos pós-canônicos, outros desenvolvimentos e inovações doutrinárias podem ser encontrados. Como escreve Noa Ronkin, "os textos pós-canônicos do Abidarma tornaram-se tratados filosóficos complexos empregando métodos sofisticados de argumentação e investigações independentes que resultaram em conclusões doutrinárias muito distantes de seus antecedentes canônicos". Como escreve Frauwallner, esses trabalhos posteriores foram tentativas de construir sistemas filosóficos verdadeiramente completos a partir dos vários textos canônicos do Abidarma.
Alguns desses textos superaram o Abidarma canônico em influência e popularidade, tornando-se as sumas ortodoxas do Abidarma de suas escolas particulares. Dois textos exegéticos, ambos do século V, destacam-se como os mais influentes. O trabalho de Budagosa (século V), particularmente o Visuddhimagga, continua sendo a principal obra de referência da escola Teravada, enquanto o Abhidharmakośa (século IV-V) de Vasubandhu continua sendo a fonte primária para estudos de Abidarma tanto no budismo indo-tibetano quanto no Budismo do Leste Asiático.
Na era moderna, apenas os Abidarmas dos sarvāstivādins e os theravādins sobreviveram como coleções completas, cada uma composta por sete livros com literatura comentarial que acompanha. Um pequeno número de outros textos abidarmas são preservados no cânone chinês e também em fragmentos sânscritos, como o Śāriputra Abhidharma Śāstra da escola Dharmaguptaka e vários textos da tradição Pudgalavada. Essas diferentes tradições têm algumas semelhanças, sugerindo interação entre grupos ou algum terreno comum anterior à separação das escolas.

### Visualizações tradicionais
Na tradição Teravada, afirmava-se que o Abidama não foi uma adição posterior, mas foi ensinado na quarta semana da iluminação de Gautama Buda. A tradição Teravada é única em considerar seu Abidarma como tendo sido ensinado em sua forma completa pelo Buda como um único ensinamento, com exceção do Kathavatthu, que contém material relacionado a disputas posteriores e foi considerado apenas apresentado como um esboço.
De acordo com sua tradição, os devas construíram uma bela residência de joias para o Buda ao nordeste da Árvore de Bodhi, onde ele meditou e transmitiu os ensinamentos do Abidarma para as divindades reunidas no céu de Trāyastriṃśa, incluindo sua falecida mãe Māyā. A tradição afirma que o Buda deu resumos diários dos ensinamentos dados no reino celestial ao bico Sariputta, que os transmitiu.
O Sarvāstivāda-Vaibhāṣika sustentava que o Buda e seus discípulos ensinaram o Abidarma, mas que ele estava espalhado por todo o cânone. Somente após sua morte o Abidarma teria sido compilado sistematicamente por seus discípulos mais velhos e foi recitado por Ananda no primeiro conselho budista.
A escola Sautrantika ('aqueles que confiam nos sutras') rejeitou o status do Abidarma como sendo Buddhavacana (palavra do Buda), eles sustentavam que era a obra de diferentes monges após sua morte, e que esta era a razão pela qual diferentes escolas abidarmas variavam amplamente em suas doutrinas. No entanto, esta escola ainda estudou e debateu sobre os conceitos abidarmas e, portanto, não procurou questionar o método do Abidarma em sua totalidade. De fato, havia numerosos textos de Abidarma escritos a partir de uma perspectiva abidármica. De acordo com K. L. Dhammajoti, o comentarista Yaśomitra até afirma que "pode-se dizer que os sautrânticas têm uma coleção de abidarma, ou seja, como textos que são declarados como variedades de sutra nos quais as características dos fatores são descritas".

## Doutrina
O campo de investigação dos textos do Abidarma se estende a todo o Budadarma, já que seu objetivo era delinear, sistematizar e analisar todos os ensinamentos. O pensamento abidármico também se estende além dos sutras para cobrir novos fundamentos filosóficos e psicológicos que estão apenas implícitos nos sutras ou não estão presentes. Existem certas doutrinas que foram desenvolvidas ou mesmo inventadas pelos abidarmicas e estas se tornaram bases para os debates entre as diferentes escolas budistas primitivas.

### Teoria doDhamma
A "base sobre a qual repousa todo o sistema [Abidama]" é a "teoria do dhamma" e esta teoria "penetrava todas as escolas iniciais". Para os abidarmicas, os componentes últimos da existência, os constituintes elementares da experiência eram chamados de dhammas (Pali: dhammas). Este conceito tem sido traduzido como "fatores" (Collett Cox), "características psíquicas" (Bronkhorst), "fenômenos" (Nyanaponika) e "eventos psicofísicos" (Ronkin).
As primeiras escrituras budistas dão várias listas dos constituintes da pessoa, como os cinco skandhas, os seis ou 18 dhatus e as doze bases dos sentidos. Na literatura abidama, essas listas de dhammas eram organizadas sistematicamente e eram vistas como as entidades últimas ou eventos momentâneos que compõem o tecido da experiência da realidade das pessoas. A ideia era criar uma lista exaustiva de todos os fenômenos possíveis que compõem o mundo.
A realidade convencional de objetos e pessoas substanciais é meramente uma construção conceitual imputada pela mente em um fluxo de dhammas. No entanto, os dhammas nunca são vistos como entidades individualmente separadas, mas são sempre condicionados de forma dependente por outros dhammas em um fluxo de constelações momentâneas de dhammas, constantemente surgindo e desaparecendo, sempre em fluxo. Percepção e pensamento são então vistos como uma combinação de vários dhammas. Cittas ("chitas", eventos de consciência) nunca são experimentados por conta própria, mas são sempre intencionais e, portanto, acompanhados por vários fatores mentais (cetasikas), em um fluxo constante de ocorrências de experiências.
A experiência humana é assim explicada por uma série de processos dinâmicos e seus padrões de relacionamento uns com os outros. Os filósofos budistas do Abidama procuraram explicar toda a experiência criando listas e matrizes (matikas) desses dhammas, que variavam de acordo com a escola. As quatro categorias de dhammas no Abidarma Teravada são:
1. Citta (Mente, Consciência)
2. Cetasika (fatores mentais, eventos mentais, mentalidade associada), existem 52 tipos
3. Rūpa — (ocorrências físicas, forma material), 28 tipos
4. Nibbāna — (Extinção, cessação). Este dhamma é incondicionado:[16] não surge nem cessa devido à interação causal.

O Abidarma Sarvastivada também os usou, juntamente com uma quinta categoria: "fatores dissociados do pensamento" (cittaviprayuktasaṃskāra). Os sarvastivadas também incluíam três darmas na quarta categoria "incondicionada" em vez de apenas um, o darma do espaço e dois estados de cessação.
O projeto abidarma deveria, portanto, fornecer um relato completamente exaustivo de todo tipo possível de experiência consciente em termos de seus fatores constituintes e suas relações. A tradição Teravada sustenta que havia 82 tipos de dhammas possíveis – 82 tipos de ocorrências no mundo experiencial, enquanto a tradição Sarvastivada geral eventualmente enumerou 75 tipos de darma.
Para os abidarmicas, a verdade era dupla e há duas maneiras de ver a realidade. Um caminho é o caminho da experiência cotidiana e das pessoas mundanas normais. Esta é a categoria do nominal e do conceitual (paññatti), e é chamada de verdade convencional (saṃvṛti-satya). No entanto, o caminho do Abidarma e, portanto, o caminho de pessoas iluminadas como o Buda, que desenvolveram o verdadeiro insight (vipassana), vê a realidade como o fluxo constante de coleções de darmas, e essa maneira de ver o mundo é a verdade última (paramartha-satya).
Como escreve o budista indiano Vasubandhu: "Qualquer coisa cuja ideia não ocorra na divisão ou na análise mental, como um objeto como um pote, isso é uma 'ficção conceitual'. O real em última instância é o contrário." Para Vasubandhu, então, algo não é o real em última instância se "desaparece sob análise", mas é meramente convencional.
O objetivo final do Abidarma é o Nirvana e, portanto, os abidarmicas sistematizaram os dhammas naqueles que são hábeis (kusala), purificam a mente e levam à liberação, e aqueles que são inábeis e não o fazem. O Abidarma tem então um propósito soteriológico, em primeiro lugar e seu objetivo é apoiar a prática e a meditação budistas. Ao observar cuidadosamente o ir e vir dos dhammas e ser capaz de identificar quais são saudáveis e devem ser cultivados, e quais são prejudiciais e devem ser abandonados, o meditador budista faz uso do Abidarma como um esquema para liberar sua mente e perceber que todas as experiências são impermanentes, não-self, insatisfatórias e, portanto, não se deve agarrar a elas.

### Svabhāva
Os abidarmicas frequentemente usavam o termo svabhāva (páli: sabhāva) para explicar o funcionamento causal dos darmas. Este termo foi usado de diferentes maneiras pelas diferentes escolas budistas. Este termo não aparece nos sutras. O Abhidharmakośabhāṣya afirma: "darma significa 'sustentando', [ou seja], sustentando a natureza intrínseca (svabhāva)", enquanto os comentários teravádins sustentam que: "dhammas são assim chamados porque portam suas naturezas intrínsecas, ou porque são suportados por condições causais." Dizia-se também que os darmas eram distintos uns dos outros por suas características intrínsecas/únicas (svalaksana). O exame dessas características foi considerado extremamente importante, o sarvastivada Mahavibhasa afirma que "Abhidarma é [precisamente] a análise do svalaksana e samanya-laksana dos dharmas".
De acordo com Peter Harvey, a visão teravada dos darmas era que "'Eles são dhammas porque sustentam sua própria natureza [sabhaava]. Eles são dhammas porque são sustentados por condições ou são sustentados de acordo com sua própria natureza' (Asl.39). Aqui 'natureza própria' significaria natureza característica, que não é algo inerente a um dhamma como uma realidade última separada, mas surge devido às condições de suporte tanto de outros dhammas quanto de ocorrências anteriores desse dhamma."

O Visuddhimagga de Budagosa, o tratado teravada clássico mais influente, afirma que o não-eu não se torna aparente porque é ocultado pela "compacidade" quando não se dá atenção aos vários elementos que compõem a pessoa. O Paramatthamañjusa Visuddhimaggatika de Acariya Dhammapala, um comentário teravada posterior ao Visuddhimagga, refere-se ao fato de que muitas vezes assumimos unidade e compacidade em fenômenos e funções que são compostos de vários elementos, mas quando se vê que estes são meramente dhammas vazios, pode-se entender a característica do não-eu:
"quando são vistos depois de resolvê-los por meio do conhecimento nesses elementos, eles se desintegram como espuma submetida à compressão pela mão. São meros estados (dhamma) que ocorrem devido a condições e vazios. Desta forma, a característica do não-eu torna-se mais evidente."
Os sarvastivadins viam os darmas como as 'entidades reais' últimas (sad-dravya), embora também sustentassem que os darmas eram originados de forma dependente. Para os sarvastivadins, um sinônimo para svabhava é avayaya (uma 'parte'), a menor unidade possível que não pode ser analisada em partes menores e, portanto, é em última análise real em oposição a apenas convencionalmente real (como uma carruagem ou uma pessoa). No entanto, os sarvastivadins não sustentavam que os darmas eram completamente independentes uns dos outros, como o Mahavibhasa afirma: "os darmas condicionados são fracos em sua natureza intrínseca, eles podem realizar suas atividades apenas através da dependência mútua" e "eles não têm soberania (aisvarya). Eles são dependentes dos outros."
Svabhava nos primeiros textos do Abidama não era então um termo que significava independência ontológica, essência metafísica ou substância subjacente, mas simplesmente se referia às suas características, que são dependentes de outras condições e qualidades. De acordo com Ronkin: "Nos primeiros textos exegéticos Sarvāstivāda, então, svabhāva é usado como um critério atemporal e invariável para determinar o que é um dharma, não necessariamente que um dharma existe. A preocupação aqui é principalmente com o que torna os tipos categoriais de dharma únicos, e não com o status ontológico dos dharmas." No entanto, nos textos sarvastivadas posteriores, como o Mahavibhasa, o termo svabhava começou a ser definido mais ontologicamente como a "natureza intrínseca" realmente existente especificando darmas individuais.

A escola Sautrântica aceitou a doutrina de svabhāva como se referindo à característica distintiva ou principal de um darma, mas rejeitou a visão de que eles existem em todos os três tempos. O filósofo budista Dharmakirti usa o conceito de svabhāva, embora o interprete como sendo baseado em poderes causais. Para Dharmakirti, a natureza essencial (ou 'natureza-svabhāva') é:
"O surgimento de um efeito que é inferido por meio de um complexo causal é caracterizado como um svabhāva daquele complexo causal, porque [a capacidade de] produção do efeito não depende de mais nada."
Outras escolas budistas iniciais não aceitaram o conceito de svabhava, postulando uma espécie de nominalismo ou conceitualismo (prajñaptivada). Essa visão foi difundida entre os Nikayas do Mahasamghika. Uma escola foi até chamada de "Prajñaptivada" por causa de sua negação da realidade última de todos os darmas e sua visão de que todos os darmas são caracterizados por prajñapti (designação provisória ou construção fictícia). Outra escola chamada Vaināśika ("aniquilacionistas") também sustentava que todos os darmas eram sem svabhava. De acordo com Paramārtha (499-569), outra escola, os ekavyavahārikas sustentavam "que tanto os fatores mundanos quanto os supramundanos [dharmas] são meramente nominais (prajñapti). Eles, portanto, alegaram que todos os fatores não têm essência real e que, portanto, o mesmo nome se aplica a todos os [dharmas]." Isso ajuda a explicar seu nome como "Ekavyavahārika" (aqueles que propõem o significado único). Paramārtha também observa que a escola Lokottaravāda sustentou "que os fatores mundanos surgiram da perversão (viparyāsa) e são apenas nominais (prajñapti)". No entanto, em contraste com as outras escolas, eles também sustentavam que os darmas supramundanos (nirvana etc.) não eram nominais, mas reais.
Esta visão de que os darmas são vazios ou vácuos também é encontrada no Lokānuvartana-sūtra ('O Sutra da Conformidade com o Mundo', Taisho No.807) que sobrevive na tradução chinesa e tibetana, e pode ter sido uma escritura dos purvasailas, que era uma sub-escola do Mahasamghika.

### Causalidade e originação dependente
Outro projeto importante para os abidarmicas foi delinear uma teoria da causalidade, especialmente de como os darmas momentâneos se relacionam entre si por meio de causas e condições.
A análise sarvastivada focou em seis causas (hetu), quatro condições (pratyaya) e cinco efeitos (phala). De acordo com K. L. Dhammajoti, para a escola sarvastivada, 'eficácia causal é o critério central para a realidade/existência (astitva) de um dharma' e, portanto, eles também eram às vezes chamados de escola 'Hetuvada'. Um darma é real porque é uma causa e tem efeitos, se não tivesse eficácia causal, não existiria. As seis causas descritas pelo Sarvastivada são:
1. Causa eficiente (karana-hetu) – darma A, causa darma B
2. Causa homogênea (sabhäga-hetu) – darma A(1) causa outro darma A(2)
3. Causa universal (sarvatraga-hetu) – uma causa homogênea, pertencente apenas a darmas contaminados
4. Causa de retribuição (vipäka-hetu) – leva à retribuição cármica
5. Causa coexistente (sahabhu-hetu) – uma causa que surge da mutualidade de todos os darmas, uma 'causalidade simultânea'.
6. Causa conjunta (samprayuktaka-hetu)

No tratamento da origem dependente pelo Mahavibhasa, quatro tipos diferentes são descritos:
- Causação momentânea (ksanika), como quando todos os doze momentos da cadeia são realizados em um único momento de ação
- Causação serial (sambandhika), na qual a originação dependente é vista em referência à relação entre causa e efeito
- Causação estática (avasthika), na qual a originação dependente envolve doze períodos distintos dos cinco agregados
- Causação prolongada (prakarsika), na qual essa sequência de causação ocorre ao longo de três vidas

Os vibhasa-sastrins sarvastivadas aceitavam apenas originação dependente estática.
O último livro do Abidama páli, o Patthana, apresenta a principal teoria teravada sobre relações condicionadas e causalidade. O Patthana é um exame exaustivo da natureza condicionada (Paticcasamupada) de todos os dhammas. A introdução começa com uma lista detalhada de 24 tipos específicos de relacionamentos condicionados (paccaya) que podem pertencer a diferentes fatores. A maioria dessas condições tem contrapartidas no Abidarma sarvastivada. O Abhidhammatthasangaha páli reduz todos eles a quatro tipos principais.
A escola Sautrântica usou uma teoria de 'sementes' (bīja) no continuum mental para explicar a interação causal entre darmas passados e futuros; esta teoria foi posteriormente desenvolvida pela escola Iogachara em sua teoria da "consciência-armazém" (ālayavijñāna).

### Temporalidade
Uma discussão proeminente entre os abidarmicas foi sobre a filosofia do tempo. A tradição sarvastivada sustentava a visão (expressa no Vijñanakaya) de que os darmas existem em todos os três tempos – passado, presente, futuro; daí o nome de sua escola significa "teoria de que tudo existe". As escolas Sautrântica, Vibhajyavāda e Teravada argumentaram contra essa visão eternalista em favor do presentismo (só existe o momento presente). Esse argumento era tão central que as escolas budistas do norte da Índia eram frequentemente nomeadas de acordo com sua posição filosófica. De acordo com Vasubandhu:
"Aqueles que sustentam que 'tudo existe' — o passado, o presente e o futuro — pertencem ao Sarvastivada. Aqueles, por outro lado, que sustentam que alguns existem, isto é, o carma presente e passado que não deu frutos, mas não aqueles que deram frutos ou o futuro, são seguidores do Vibhajyaväda."
Vasubandhu inicialmente escreveu em favor de Sarvastivada, e mais tarde criticou esta posição. O Sarvāstivāda-Vaibhāṣika também mantinha uma concepção atomística do tempo que dividia o tempo em momentos indivisíveis discretos (kṣaṇa) e via todos os eventos como durando apenas por um mínimo instante (e ainda existindo em todos os três tempos).
Os teravádins também mantinham uma teoria da momentaneidade (Khāṇavāda), mas era menos ontológica que a de Sarvāstivāda e mais focada nos aspectos psicológicos do tempo. O Teravada dividiu cada dhamma em três diferentes instantes de origem (uppādakkhaṇa), resistência (ṭhitikkhaṇa) e cessação (bhaṅgakkhaṇa). Eles também sustentavam que apenas os eventos mentais eram momentâneos, os eventos materiais podiam durar mais.

### Renascimento e identidade pessoal
Um problema chave que os abidarmicas desejavam abordar era a questão de como o renascimento e o carma funcionam se não há eu para renascer separado dos cinco agregados. O Patthana inclui a mais antiga referência canônica em páli a uma importante resposta a esta pergunta: bhavanga, ou 'vida contínua'. Bhavanga, literalmente, "o membro no qual a existência ocorre" é 'aquele substrato que mantém a continuidade do indivíduo durante toda a vida'. Os sarvastivadins tinham um termo semelhante, nikayasabhagata. Este conceito é semelhante à doutrina iogachara da consciência-armazém (alayavijnana), que mais tarde foi associada à doutrina da Natureza de Buda.
Este problema também foi abordado por um grupo de escolas budistas denominadas pudgalavadins ou "personalistas", que incluíam o Vātsīputrīya, o Dharmottarīya, o Bhadrayānīya, o Sammitiya e o Shannagarika. Essas escolas postulavam a existência de uma 'pessoa' (pudgala) ou eu, que tinha uma existência real que não era redutível a fluxos e coleções de darmas. Eles também costumavam usar outros termos para se referir a esse 'eu' real, como 'Atman' e 'Jiva', que são palavras para a alma imortal no hinduísmo e no jainismo, respectivamente. Eles pareciam ter sustentado que o 'eu' era parte de uma quinta categoria de existência, o "inexprimível". Essa era uma visão radicalmente diferente da visão do não-eu mantida pelas principais escolas budistas e essa teoria foi um grande ponto de controvérsia e foi completamente atacada por outras escolas budistas, como os teravádins, sarvastivadins e mais tarde maaianistas.
Os abidarmicas sarvastivadins também desenvolveram a nova ideia de um estado intermediário entre a morte e o próximo renascimento. As escolas Purvasaila, Sammitiya, Vatsiputriya e mais tarde Mahisasaka aceitaram essa visão, enquanto os teravádins, Vibhajyavada, Mahasanghika e o Sariputrabhidharmasastra dos dharmaguptakas a rejeitaram.

### Atomismo
Alguns abidarmicas, como os sarvastivadins, também defenderam uma teoria atômica. No entanto, ao contrário da escola hindu Vaisheshika, os átomos abidármicos (paramannu) não são permanentes, mas momentâneos. O Vaibhasika sustentava que um átomo é a menor unidade analisável da matéria (rupa), portanto é um 'átomo conceitual' (prajnapti-paramanu), embora isso também corresponda a uma coisa real existente. O Mahabhivasa afirma:
"Um átomo (paramanu) é o menor rüpa. Não pode ser cortado, quebrado, penetrado; não pode ser tomado, abandonado, montado, pisado, golpeado ou arrastado. Não é longo nem curto, quadrado nem redondo, regular nem irregular, convexo nem côncavo. Não tem partes menores; não pode ser decomposto, não pode ser visto, ouvido, cheirado, tocado. É assim que se diz que o paramanu é o mais fino (sarva-süksma) de todos os rüpas."

## Theravāda Abhidhamma
O Abidarma Pitaca é o terceiro pitaca, ou cesta, do Tripitaca (sânscrito: Tripiṭaka), o cânone da escola Teravada. Consiste em sete seções ou livros. Há também três textos do tipo abidama que são encontrados no Khuddaka Nikāya ('Coleção Menor'): Paṭisambhidāmagga, Nettipakaraṇa e Peṭakopadesa.
O Abidarma Pitaca, como o resto do Tripitaca teravada, foi transmitido oralmente até o século I a.C. Devido a fomes e guerras constantes, os monges responsáveis por registrar a tradição oral sentiram que havia o risco de partes do cânon serem perdidas, então o Abidama foi escrito pela primeira vez junto com o resto do Cânone Pāli no século I a.C.. Os livros do Abidarma Pitaca foram traduzidos para o inglês no século XX e publicados pela Pali Text Society.

Budagosa (c. século V), o estudioso de Abidama mais importante do Teravada, apresentando três cópias do Visuddhimagga.

Além do Abidarma canônico, a literatura páli inclui uma variedade de comentários de Abidama e manuais introdutórios escritos após a compilação do Abidarma Pitaca. Esses textos pós-canônicos tentaram expandir e esclarecer ainda mais a análise apresentada no Abidama.
O mais influente desses comentários são os de Budagosa (c. século V), um exegeta e filósofo do sul da Índia que se mudou para o Sri Lanka e escreveu vários comentários e tratados em Pali. Seu Visuddhimagga ("Caminho de Purificação") é um manual abrangente de prática budista que também contém uma visão geral do Abidama. Este texto continua sendo um dos mais populares textos influenciados pelo Abidama no Teravada.
Os teravádins do Sri Lanka também compuseram manuais introdutórios mais curtos para o Abidama. O mais popular e amplamente utilizado deles continua sendo o Abhidhammatthasangaha (Compêndio dos Tópicos do Abidarma) de Anuruddha (por volta do século VIII ao XII). Um outro período de estudos acadêmicos do Sri Lanka medieval também produziu uma série de textos chamados subcomentários (que são comentários aos comentários).
Abidama continua a ser uma tradição viva nas nações teravadas hoje e as obras modernas de Abidama continuam a ser escritas em línguas modernas, como birmanês e cingalês. Os estudos do Abidama são particularmente enfatizados em Mianmar, onde tem sido o principal objeto de estudo desde o século XVII. Uma das figuras mais importantes do budismo moderno de Mianmar, Ledi Sayadaw (1846-1923), foi bem conhecido por seus escritos sobre Abidama (especialmente seu comentário sobre o Abhidhammatthasangaha, chamado Paramatthadipanitika).

## Sarvāstivāda Abhidharma
A tradição Abidarma indiana mais influente foi a da escola Sarvastivada Vaibhāṣika, que era dominante no norte da Índia, especialmente Caxemira e também em Báctria e Gandara. Esta é a tradição Abidarma que é estudada no budismo do Leste Asiático e também no budismo tibetano.
Assim como o Abidarma teravada, o Abidarma Pitaca sarvastivada também é composto por sete textos, mas são obras bastante diferentes, ao contrário dos Ágamas sarvastivadas, que são muito próximos, muitas vezes idênticos, aos sutas do Suta Pitaca teravada. De acordo com Frauwallner, no entanto, as duas coleções de Abidarma compartilham um "núcleo antigo", que é basicamente uma lista doutrinária inicial de darmas. A obra canônica central desta escola, a Jñānaprasthāna ('Fundação do Conhecimento'), também conhecida como Aṣṭaskandha ou Aṣṭagrantha, foi composta pelo mestre Kātyāyanīputra. Tal se tornou a base para o Abhidharma Mahāvibhāṣa Śāstra ("Grande Comentário"), uma obra enciclopédica que se tornou o texto central da tradição Vaibhāṣika que se tornou a ortodoxia sarvāstivada caxemir sob o patrocínio do Império Cuchana.
Apesar das inúmeras variações e divergências doutrinárias dentro da tradição, a maioria dos Sarvāstivāda-Vaibhāṣikas estavam unidos em sua aceitação da doutrina do "sarvāstitva" (tudo existe), que diz que todos os fenômenos nos três tempos (passado, presente e futuro) podem ser ditos como existindo. Outra doutrina vaibáchica definidora foi a da causação simultânea (sahabhū-hetu).

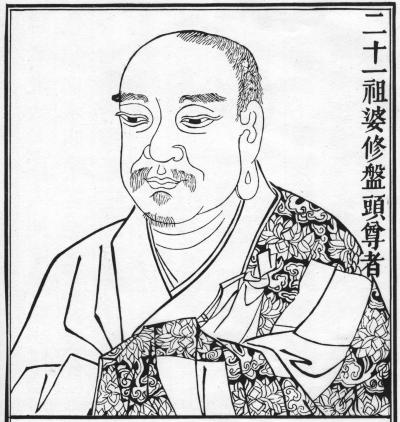
O Abhidharmakośabhāsya de Vasubandhu é uma fonte importante no budismo tibetano e do leste asiático.

Além do núcleo da literatura abidarma vaibáchica, uma variedade de textos expositivos ou tratados foram escritos para servir como visões gerais e introduções ao Abidarma. O mais antigo deles foi o Abhidharma-hṛdaya-sastra (O Coração do Abhidharma), do tocariano Dharmasresthin, (c. século I a.C.). Este texto tornou-se o modelo para a maioria dos tratados posteriores.
O mais influente desses tratados, no entanto, é certamente o Abhidharmakośabhāsya (Tesouro do Conhecimento Superior, século V), uma série de versos e comentários de acompanhamento de Vasubandhu. Muitas vezes critica as visões vaibáchicas de uma perspectiva sautrântica. Os sautrânticas eram um grupo dissidente dentro da tradição Sarvāstivāda que rejeitou muitas das visões centrais do Vaibhāṣika. Este texto continua sendo a principal fonte de Abhidharma no budismo indo-tibetano e do leste asiático.
A forma mais madura e refinada da filosofia vaibáchica pode ser vista na obra do mestre Saṃghabhadra (cerca do século V), "sem dúvida um dos mais brilhantes mestres abidarmas da Índia". Suas duas obras principais, o *Nyāyānusāra (Shun zhengli lun 順正理論) e o *Abhidharmasamayapradīpikā (Apidamo xian zong lun 阿毘達磨顯宗論), são as principais fontes do finado Vaibhāṣika Abidarma.

## Outras tradições de Abidarma
O Śāriputra Abhidharma Śāstra (舍利弗阿毘曇論 Shèlìfú Āpítán Lùn) (T. 1548) é um texto completo de abidarma que se acredita ter vindo da seita Dharmaguptaka. A única edição completa deste texto é a em chinês. Fragmentos sânscritos deste texto foram encontrados em Bamiyan, Afeganistão, e agora fazem parte da Coleção Schøyen (MS 2375/08). Acredita-se que os manuscritos deste achado tenham sido parte de uma biblioteca do mosteiro da seita mahāsāṃghika Lokottaravāda.
Vários textos do tipo abidarma pudgalavada também sobrevivem em chinês, como o Traidharmakasastra (Taisho no. 1506 pp. 15c-30a) e o Sammatiyanikayasastra. Esses textos contêm listas e doutrinas tradicionais do tipo abidarma, mas também tentam expor e defender a única doutrina Pudgalavada da "pessoa" (pudgala).
Muitos textos do Abidarma foram perdidos—provavelmente mais do que o quanto sobreviveu. Isso inclui textos trazidos da Índia por Xuanzang pertencentes a uma variedade de escolas indianas que nunca foram traduzidas para o chinês. Muitos sastras do Abidarma descobertos entre os textos budistas gandaranos não têm paralelo nas línguas índicas existentes ou na tradução chinesa ou tibetana, sugerindo a antiga amplitude da literatura do Abidarma.
De acordo com algumas fontes, o Abidarma não foi aceito como canônico pela escola Mahāsāṃghika. O Dīpavaṃsa teravada, por exemplo, registra que os mahāsāṃghikas não tinham nenhum abidarma. No entanto, outras fontes indicam que havia tais coleções de abidarma. Durante o início do século V, o peregrino chinês Faxian teria encontrado um Abidarma mahāsāṃghika em um mosteiro em Pāṭaliputra. Quando Xuanzang visitou Dhānyakaṭaka, ele escreveu que os monges desta região eram mahāsāṃghikas, e menciona especificamente os pūrvaśailas. Perto de Dhānyakaṭaka, ele conheceu dois bhikṣus mahāsāṃghikas e estudou o abidarma mahāsāṃghika com eles por vários meses, durante os quais eles também estudaram vários śāstras maaianas juntos sob a direção de Xuanzang. Com base em evidências textuais, bem como inscrições em Nāgārjunakoṇḍā, Joseph Walser conclui que pelo menos algumas seitas mahāsāṃghika provavelmente tinham uma coleção de abidarma, e que provavelmente continha cinco ou seis livros.

## Tattvasiddhi Śāstra
O Tattvasiddhi Śāstra ("o tratado que realiza a realidade"; chinês: 成實論, Chéngshílun), é um texto abidarma existente que era popular no budismo chinês. Este Abidarma está agora contido no cânone budista chinês, em dezesseis fascículos (Taishō Tripiṭaka 1646). Sua autoria é atribuída a Harivarman, um monge do século III da Índia central. Este trabalho pode pertencer à escola Bahuśrutīya mahāsāṃghika à escola sautrântica.Paramārtha cita este abidarma bahuśrutīya como contendo uma combinação das doutrinas Hinaiana e Maaiana, e Joseph Walser concorda que esta avaliação está correta. Ian Charles Harris também caracteriza o texto como uma síntese de Hinaiana e Maaiana, e observa que suas doutrinas são muito próximas das obras de Madiamaca e Iogachara. O Satyasiddhi Śāstra manteve grande popularidade no budismo chinês, e até levou à formação de sua própria escola de budismo na China, a escola Chéngshí (成實宗), fundada em 412 EC. Conforme resumido por Nan Huai-Chin:

"Várias escolas budistas surgiram, como a escola baseada nos três śāstras mādhyamakas, a escola baseada no Abhidharmakośa e a escola baseada no Satyasiddhi Śāstra. Todas elas competiam entre si, produzindo muitos desdobramentos maravilhosos, cada uma dando origem ao seu próprio sistema teórico."
A Escola Chéngshí ensinou uma progressão de vinte e sete estações para cultivar a realização, com base nos ensinamentos deste texto. Eles tomaram Harivarman como seu fundador na Índia e Kumārajīva como fundador da escola na China. A Escola Chéngshí é contada entre as Dez Escolas do Budismo da Dinastia Tang. Da China, a Escola Chéngshí foi transmitida ao Japão em 625 EC, onde era conhecida como Jōjitsu-shu (成實宗). Esta escola é conhecida como uma das seis grandes escolas do budismo japonês no período Nara (710-794 EC).

## Mahāyāna Abhidharma

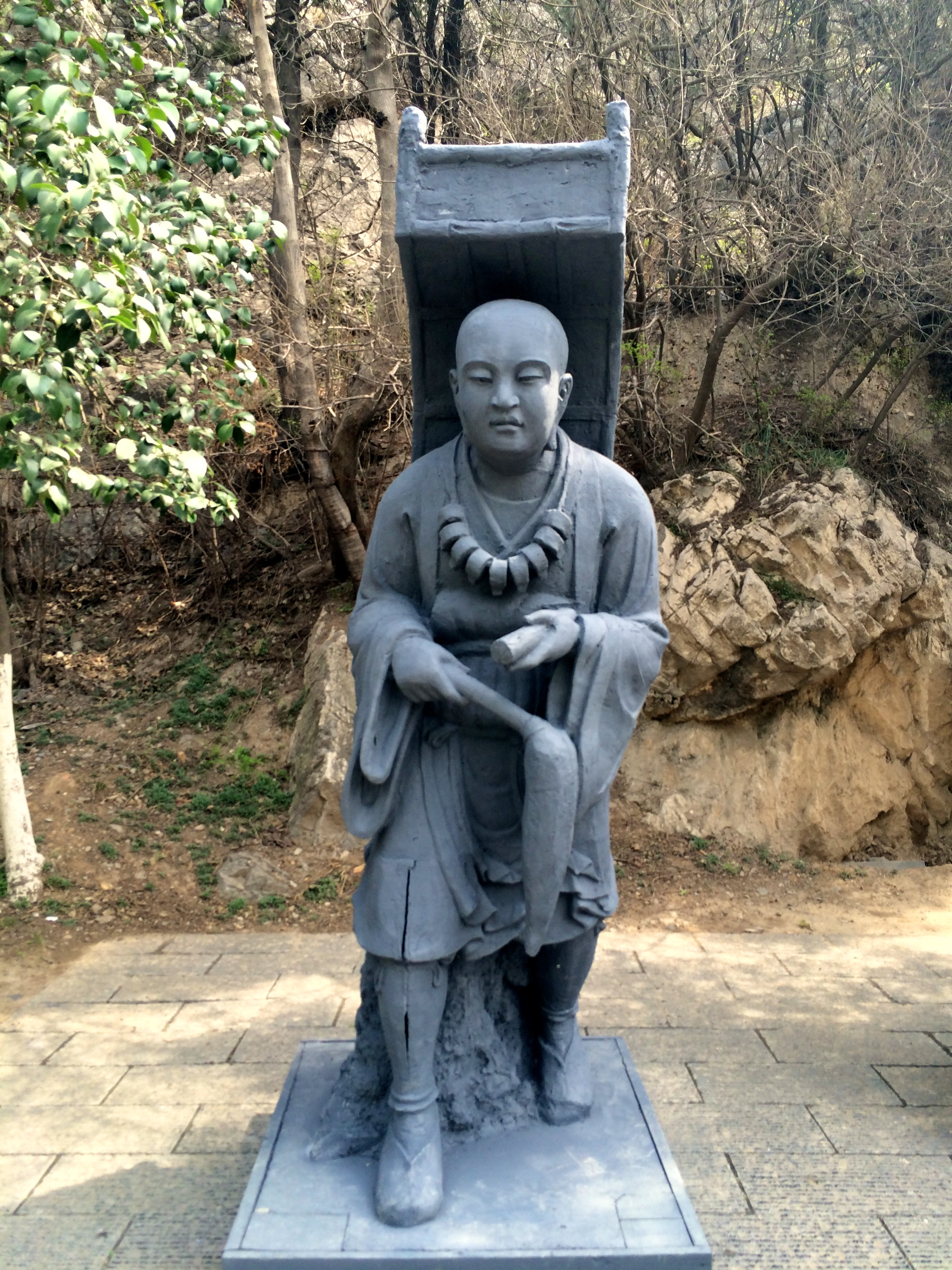
Estátua de Xuanzang, o monge chinês que trouxe e traduziu muitos textos do Abidarma iogachara para a China.

Outro sistema completo de pensamento Abidarma é elaborado em certas obras da tradição maaiana Iogachara (que evoluiu principalmente a partir do Abidarma sarvastivada). Este Abidarma iogachara pode ser encontrado nas obras de figuras como Asanga, Vasubandhu, Sthiramati, Dharmapāla, Śīlabhadra, Xuanzang (Hsüan-tsang) e Vinītadeva.
Abidarmicas iogacharas discutiram muitos conceitos não amplamente encontrados no Abidarma não maaiana, como a teoria das oito consciências (aṣṭa vijñānakāyāḥ), que inclui o novo conceito de ālayavijñāna, as três naturezas ( trisvabhāva), mero conhecimento (vijñapti-mātra), a revolução fundamental da base (āśraya-parāvṛtti), a budologia maaiana dos três corpos do Buda, os dez pāramitā e os dez bhūmi.
Os principais trabalhos de Abidarma iogachara incluem:
- Yogācārabhūmi-Śāstra (Tratado sobre a Fundação para Praticantes de Yoga). Um compêndio de doutrina e meditação budista, com forte influência do Abidarma sarvastivada.[120]
- Abhidharma-samuccaya ("Compêndio de Abhidharma") por Asanga. Ele discute principalmente os conceitos tradicionais do Abidarma, com alguns elementos maaianas adicionados. De acordo com Frauwallner, este texto é baseado no Abidarma da tradição Mahīśāsaka.[121]
- Abhidharma-samuccaya-bhasyam, um comentário sobre o trabalho acima, possivelmente por Sthiramati[122]
- Abhidharmamahāyānasūtra
- Mahāyānasaṃgraha. Este é um verdadeiro compêndio de Abidarma maaiana (iogachara) por Asanga. Suas principais fontes são o Abhidharmamahāyānasūtra e o Yogācārabhūmi.[118]
- Mahāyānasaṃgraha-bhāṣya, de Vasubandhu, um comentário sobre o trabalho acima.
- Vijñapti-mātratā-siddhi, cap. Cheng Weishi Lun ("Discurso sobre a Perfeição da Consciência-somente") por Xuanzang – um comentário sobre o Triṃśikā-vijñaptimātratā ("Trinta Versos") de Vasubandhu
- Cheng weishi lun shuji, um comentário sobre o acima, pelo aluno de Xuanzang Kuiji.

Embora este abidarma iogacharino seja baseado no sistema sarvastivadino, ele também incorpora aspectos de outros sistemas abidarmas e apresenta um Abidarma completo de acordo com uma visão iogachara maaiana de que somente o pensamento (vijñapti) é, em última análise, "real". Os textos abidarmas iogacharas serviram como as fundações da "Escola Somente Consciência" do Leste Asiático (Wéishí-zōng).Os iogacharinos desenvolveram uma literatura abidarma dentro de uma estrutura maaiana. John Keenan, que traduziu o Saṃdhinirmocana Sūtra para o inglês, escreve:

"Os mestres de Yogācāra  herdaram a abordagem [[|mística]] dos textos Prajñāpāramitā. No entanto, eles não rejeitaram a validade do Abidarma teórico. Em vez disso, eles tentaram construir uma compreensão crítica da consciência que subjaz a todo significado, tanto místico quanto teórico. Seu foco estava na doutrina, mas como ela fluía da prática de centramento meditativo (yoga), e não como era entendida em atos de apreensão conceitual."

### Textosde Prajñāpāramitā
Os sutras Prajñāpāramitā e literatura associada são influenciados pelo Abidarma. Esses textos fazem uso de categorias do Abidarma (como a teoria do darma) e as adotam ou as criticam de diferentes maneiras. Assim, de acordo com Johannes Bronkhorst, o Aṣṭasāhasrikā Prajñāpāramitā "só faz sentido no contexto histórico do Abidarma".
De acordo com Edward Conze, os sutras Prajñāpāramitā pretendiam ser uma crítica à visão mantida por alguns dos abidarmicas que viam os darmas como reais. Conze também observa que os sutras Prajñāpāramitā posteriores foram expandidos pela inserção de várias listas doutrinárias do Abidarma.
Há também muito material de Abidarma (principalmente sarvastivada) no Dà zhìdù lùn (O Tratado sobre o Grande Prajñāpāramitā; chinês : 大智度論, Mahāprajñāpāramitāupadeśa* Taishō Tripiṭaka no. 1509). O Dà zhìdù lùn foi traduzido para o chinês por Kumārajīva (344–413 EC) e seu aluno Sengrui. A obra afirma que foi escrita por Nagarjuna (c. século II), mas vários estudiosos, como Étienne Lamotte e Paul Demiéville, questionaram isso, sustentando que o autor era um monge sarvāstivāda douto em Abidarma que se tornou um maaianista e escreveu este texto. É um texto muito influente no budismo do Leste Asiático.

O Abhisamayālaṅkāra ("Ornamento de/para Realização[s]") também inclui inúmeras listagens do tipo Abidarma e, de acordo com Karl Brunnholzl, "pode ser considerado como uma espécie de apresentação mahāyāna abhidharma altamente formalizada do caminho e realização (semelhante aos capítulos cinco a oito dos Abhidharmakosa, que são frequentemente citados nos comentários AA)."